# Iglesia de Tauca
La Iglesia de Santo Domingo de Guzmán de Tauca, es un templo peruano de la iglesia católica dedicado al santo patrón mencionado, ubicado en el pueblo ancashino de Tauca. Fue declarado Patrimonio Histórico del Perú en 1941.

## Historia
La parroquia de Tauca se fundó entre  1543 y 1545, época en que fueron enviados a la zona los sacerdotes de la orden dominica, con la intención de realizar en el lugar su labor evangelizadora de los pueblos indígenas que se hallaban en este territorio. La construcción oficial del templo inició en 1556, año en que el dominico Pedro de Ulloa eligió como sede del templo la pampa que se encontraba en las faldas del Cerro Caquia.
Con el pasar de los años, la iglesia pasó a manos de los agustinos y se realizaron en ella una serie de modificaciones que fueron continuadas por sus siguientes ocupantes: los padres jesuitas. Fueron estos últimos quienes tuvieron a cargo la última modificación del templo a mediados del siglo XVII, y quienes también dejaron como legado para este pueblo, los bellos retablos, que todavía la iglesia de Tauca, alberga en su interior.
A nivel arquitectónico, la iglesia de Tauca es una de las muestras religiosas más bellas de esta zona del país; el templo, presenta una base de una sola nave cuyo largo es casi seis veces mayor que el ancho, y cuyo techo se ve conformado por un tejado a dos aguas conformado por tejas y torta de barro.
Interiormente, el templo presenta como recursos ornamentales, a un bello Retablo Mayor que, al igual que el púlpito, se encuentran finamente tallados en madera y recubiertos por láminas de pan de oro. En los lados del templo, también es posible hallar hermosos retablos de tendencia barroca, en lo que asimismo es factible reconocer piezas de arte religioso hechas en plata.

### Restauración
En 2009, el sacerdote salesiano Ugo de Censi, párroco de Chacas y fundador de la Operación Mato Grosso y de la Escuela Taller Don Bosco (reconocida por la restauración del retablo mayor de Chacas), inició el proyecto de restauración de la iglesia mediante artesanos formados y capacitados en el lugar.